# Hugo Gutierrez
Hugo Gutierrez jr. (Lubao, 29 januari 1927 – Quezon City, 12 juni 2013) was een Filipijns rechter. Gutierrez was van 1982 tot 1993 rechter van het Hooggerechtshof van de Filipijnen.

## Biografie
Hugo Gutierrez werd geboren op 29 januari 1927 in Lubao in de Filipijnse provincie Pampanga. Na het voltooiden van de Pampanha High School in San Fernando, studeerde Gutierrez rechten aan de University of the Philippines. In 1951 behaalde hij er zijn bachelor-diploma rechten en slaagde hij het jaar erna voor het toelatingsexamen (bar exam) van de Filipijnse balie. Nadien werkte hij van 1953 tot 1960 als juridisch adviseur en jurist bij de US Veterans Administration.
Van 1960 tot 1967 werkte Gutierrez voor het Social Secutiry System (SSS). In deze periode had hij diverse functies. Hij was er Hoofd van de Afdeling Onderzoek en Publicaties, hoofd van de afdeling Mediazaken, assistent het kantoor van de hoogste baas van SSS en assistentmanager van de afdeling Field Services. Zijn periode bij het SSS werd twee jaar onderbroken toen in 1964 met een Fullbrightbeurs naar de Verenigde Staten vertrok voor een vervolgstudie. Daar behaalde hij in 1965 zijn master-diploma rechten aan de Michigan University Vanaf 1967 was Gutierrez tot 1973 werkzaam als universitair hoofddocent rechten aan de University of the Philippines. Ook was hij in deze periode enige tijd hoofd van de Divisie Publicaties van de rechtenfaculteit en was hij actief als examinator van de bar exam.
Vanaf maart 1973 was Gutierrez Assistant Solicitor General. Deze positie bekleedde hij tot zijn benoeming tot rechter van het Hof van beroep in januari 1977. Na vijf jaar werkzaam geweest te zijn als rechter van het hof van beroep, werd Gutierrez op 14 mei 1982 door president Ferdinand Marcos benoemd tot rechter van het Hooggerechtshof van de Filipijnen. Na de val van Marcos tijdens de EDSA-revolutie werd hij samen met twee andere rechters door opvolger Corazon Aquino herbenoemd in het hoogste Filipijnse rechtscollege. In zijn periode als rechter van het hooggerechtshof stond hij bekend als een voorvechter van burgerrechten. 
In 1993 kwam Gutierrez in opspraak nadat hij in een rapport van het Philippine Center for Investigative Journalism (PCIJ) van 28 januari van dat jaar, werd beschuldigd van fraude en corruptiepraktijken. In het rapport van het PCIJ werd beweerd dat een uitspraak van Gutierrez in een zaak tussen de Philippine Long Distance Telephone Company (PLDT) en hun concurrent Eastern Telecoms (ETPI) niet door hemzelf maar door een advocaat van PLDT was geschreven. Een expert had daarvoor een vergelijking gemaakt met eerder door Gutierrez geschreven uitspraken en teksten van een advocaat van PLDT. De betreffende uitspraak in het voordeel van PLDT blokkeerde de gunning van bepaalde diensten aan ETPI en zorgde dus voor een handhaving van de monopoliepositie van PLDT. Hoewel Gutierrez ontkende, nam hij vier dagen na het verschijnen van het rapport ontslag als rechter van het Hooggerechtshof. Een interne onderzoekscommissie van het Hooggerechtshof oordeelde later dat Gutierrez niets fout gedaan had.
Nadien gaf Gutierrez in 2004 nog les aan de Philippine Judicial Academy en was hij van 2006 tot 2010 emeritus-voorzitter van het Constitutional Law Department van de Philippine Judicial Academy. Gutierrez overleed in 2013 op 86-jarige leeftijd in het St. Luke's Medical Center door orgaanuitval als gevolg van diabetes. Hij was getrouwd met Esperanza Cristobal en kreeg met haar een zoon en een dochter.